# Manfred von Boetticher

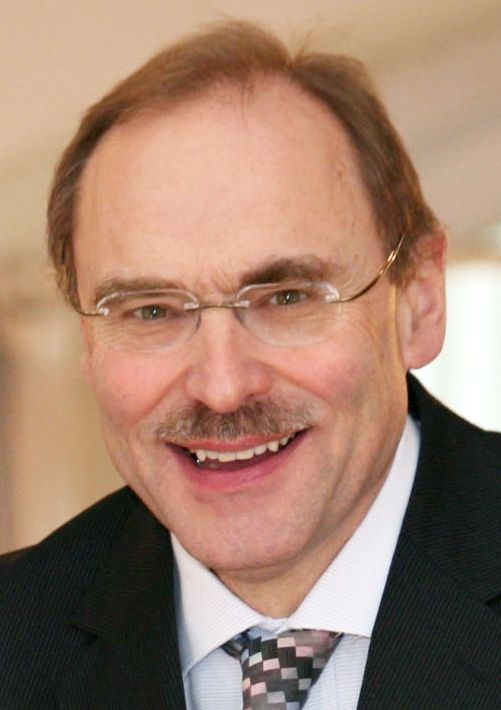
Manfred von Boetticher (2007)

Manfred von Boetticher (* 7. September 1947 in Haimar) ist ein deutscher Archivar, Historiker und Autor. Er war Leiter des Hauptstaatsarchivs Hannover und ist Mitglied der Historischen Kommission für Niedersachsen und Bremen, Vorstand der Baltischen Historischen Kommission sowie des lettisch-deutschen Kulturvereins Domus Rigensis. Ehrenamtlich betreut er als Archivar des Verbandes der baltischen Ritterschaften deren Archiv im Herder-Institut in Marburg. Er ist Autor zahlreicher Publikationen, insbesondere zur niedersächsischen Geschichte. Nach seiner Pensionierung war von Boetticher von 2013 bis 2017 Gastdozent an der Lettischen Universität in Riga.

## Leben
Von Boetticher studierte Geschichte und Russisch an der Universität Göttingen, wo er das Staatsexamen ablegte. Er promovierte mit einer Arbeit zum Thema Industrialisierungspolitik und Verteidigungskonzeption der UdSSR 1926–1930.
Nach dem Besuch der Archivschule Marburg war er von 1980 bis zu seiner Pensionierung am 28. Februar 2013 am Hauptstaatsarchiv Hannover tätig, dessen Leitung er 2001 übernahm. Von 2002 bis 2013 war er hier Ltd. Archivdirektor. Dabei befasste er sich besonders mit mittelalterlicher und frühneuzeitlicher Landesgeschichte Niedersachsens sowie mit der Edition lateinischer und mittelniederdeutscher Urkunden. Mehrere Jahre war er zuständig für die Einführung der EDV zunächst im Hauptstaatsarchiv Hannover, später auch in den übrigen niedersächsischen Staatsarchiven. Als größeres Projekt betreute er die edv-mäßige Erfassung der Akten der britischen Militärregierung, die 1993 mit dem Druck eines zwölfbändigen Werks abgeschlossen werden konnte. 1992/1993 führte er im Auftrag der niedersächsischen Staatskanzlei gemeinsam mit russischen Kollegen eine umfangreichere Archivalienausstellung in Moskau, Hannover und St. Petersburg durch.
Neben seiner dienstlichen Tätigkeit übernahm er zahlreiche Lehrverpflichtungen – zunächst im Fach Archivkunde für Bibliothekare an der Fachhochschule Hannover, dann mehrfach in den Fächern Archivkunde und EDV an der Archivschule Marburg. Mehrere Jahre nahm er Lehraufträge am Historischen Seminar der Universität Hannover wahr, die sich auf Fragen zur Agrargeschichte und die Entwicklung der Grundherrschaft in Europa im Mittelalter und in der Frühen Neuzeit bezogen. Daneben veranstaltete er paläographische Übungen mit handschriftlichen Texten vom 16. bis ins 20. Jahrhundert.
2011 wurde von Boetticher Ehrenritter des Johanniterordens.

## Werke (Auswahl)
- Industrialisierungspolitik und Verteidigungskonzeption der UdSSR 1926–1930. Herausbildung des Stalinismus und „äußere Bedrohung“, Düsseldorf 1979.
- Urkundenbuch des Klosters Mariengarten (= Göttingen-Grubenhagener Urkundenbuch, 2. Abteilung), Hildesheim 1978.
- Kloster und Grundherrschaft Mariengarten. Entstehung und Wandel eines kirchlichen Güterkomplexes im südlichen Niedersachsen vom 13. bis ins 19. Jahrhundert, Hildesheim: Lax 1989.
- Freigrafschaften im mittleren Niedersachsen, Hannover: Hahn, 1992.
- Rossija i zapad. Svjazi čerez vremena. Otnošenija s Nižnej Saksoniej 1493–1796 gg. Katalog vystavki. – Rußland und der Westen. Beziehungen durch drei Jahrhunderte. Das Beispiel Niedersachsen, 1493–1796, zusammen mit Svetlana R. Dolgova, Hannover 1993.
- Rußland und Nordwestdeutschland, in: Lew Kopelew / Karl-Heinz Korn / Rainer Sprung: Deutsch-Russische Begegnungen im Zeitalter der Aufklärung (18. Jahrhundert), Köln 1997, S. 177–185.
- Geschichte Niedersachsens, Bd. 3, Teil 1: Politik, Wirtschaft und Gesellschaft von der Reformation bis zum Beginn des 19. Jahrhunderts, hrsg. von Christine van den Heuvel und Manfred von Boetticher, Hannover 1998 (= Veröffentlichungen der Historischen Kommission für Niedersachsen und Bremen, 36).
- Braunschweigische Fürsten in Rußland in der ersten Hälfte des 18. Jahrhunderts, hrsg. vom Föderativen Archivdienst Rußlands, Göttingen: Vandenhoeck & Ruprecht, 1998.
- Urkundenbuch des Stifts Hilwartshausen, Hannover: Hahn, 2001 (= Göttingen-Grubenhagener Urkundenbuch, 4).
- Mensch und Umwelt – regionale Spannungsfelder in Mittelalter und Neuzeit, mit Hans-Wilhelm Eckhardt, Hannover: Schroedel, 2003.
- Archive in der Region Hannover, hrsg. von Manfred von Boetticher, Karljosef Kreter und Hans Otte, 4. Aufl., Hannover: Hauptstaatsarchiv, 2004.
- Ein Säugling auf dem Zarenthron. Braunschweigische Fürsten in Russland, in: Landesgeschichte im Landtag, hrsg. vom Präsidenten des Niedersächsischen Landtages, Hannover 2007, S. 301–304.
- Herrschaft und mittelalterliche Montanindustrie. Der Bergbau in Böhmen, Erzgebirge und Harz und seine Wechselwirkungen, in: Niedersächsisches Jahrbuch für Landesgeschichte 80, 2008, S. 1–14.
- Handreichungen für die Erarbeitung von Urkundenbüchern im Rahmen der Veröffentlichungen der Historischen Kommission für Niedersachsen und Bremen, in: Niedersächsisches Jahrbuch für Landesgeschichte 81, 2009, S. 425–436.
- Die „Ära Albrecht“ (1976–1990), in: Geschichte Niedersachsens, Bd. 5: Von der Weimarer Republik bis zur Wiedervereinigung, hrsg. von Gerd Steinwascher, Hannover 2010, S. 737–806.
- Ljudvikas Reza kak rukovoditel‘ Litovskogo seminara v Kënigsbergskom universitete, in: Kul’turnoe nesledie Vostočnoj Prussii, Kaliningrad 2011, S. 136–142.
- Von der Reformation im Fürstentum Calenberg-Göttingen zur Entstehung des Allgemeinen Hannoverschen Klosterfonds, in: Herzogin Elisabeth von Braunschweig-Lüneburg (1510–1558). Herrschaft – Konfession – Kultur, Hannover 2011, S. 248–258.
- Die welfischen Lehensexspektanzen auf die Grafschaft Lippe, in: Axel Halle u. a. (Hrsg.): Das historische Erbe in der Region. Festschrift für Detlev Hellfaier, Bielefeld 2013, S. 239–251.
- Die Integration des Klosters Loccum in das Fürstentum Calenberg, in: Horst Hirschler, Hans Otte, Christian Stäblein (Hrsg.): Wort halten – gestern, heute, morgen. Festschrift zum 850-jährigen Jubiläum des Klosters Loccum, Göttingen 2013, S. 163–175.
- Der Beginn der Montanindustrie am Ural und die Beteiligung deutscher Bergleute – Technologietransfer vom Harz, in: Arnd Reitemeier, Ohainski (Hrsg.): Aus dem Süden des Nordens. Studien zur niedersächsischen Landesgeschichte für Peter Aufgebauer zum 65. Geburtstag, Bielefeld 2013, S. 23–31.